# 叙弗朗级潜艇
叙弗朗級核潛艦（法語：Classe Suffren）是法國海軍的六艘核动力攻击型潜艇所使用的船級。該船級首先命名為梭鱼级（英語：Barracuda-class），後以法國海軍名將皮埃爾·敘弗朗為名。它由法國船舶建造局设计，用来替代红宝石级攻击核潜艇。设计工作采用了凯旋级弹道导弹核潜艇（Triomphant-class submarine）的技术，但螺旋桨推进器是全新的设计。该级潜艇可以装备巡航导弹，以实现远距离深入打击。执行的任务包括：反舰、反潜作战，对地攻击，情报收集，危机处理和特种作战。根据计划将建造6艘叙弗朗級核潜艇，至2025年已有三艘服役。

## 同級艦艇
| 舷號 | 艇名                            | 開工日期       | 下水日期      | 服役日期     | 母港   |
| ---- | ------------------------------- | -------------- | ------------- | ------------ | ------ |
| S635 | 《叙弗朗號》 Suffren            | 2007年12月19日 | 2019年7月12日 | 2022年6月3日 | 土倫港 |
| S636 | 《迪蓋-特魯安號》 Duguay-Trouin | 2009年6月26日  | 2022年9月9日  | 2024年4月4日 | 土倫港 |
| S637 | 《圖爾維爾號》 Tourville        | 2011年6月28日  | 2023年夏季    | 2025年7月4日 | 土倫港 |
| S638 | 《德格拉斯號》 De Grasse        | 2014年         | 2024年        | 預計2026年   | 土倫港 |
|      | 《紅寶石號》 Rubis              | 2019年         | 2026年        | 預計2028年   | 土倫港 |
|      | 《卡薩比安卡號》 Casabianca     | 2020年         | 2028年        | 預計2029年   | 土倫港 |

## 短鰭梭魚常規動力型號
由於澳大利亚海军有意招标替換原有的柯林斯級潛艦，DCNS為了向澳洲爭取此項更新計畫，以叙弗朗級為基礎設計了常規動力型號，外号“短鰭梭魚”（Shortfin Barracuda，短鰭梭魚又稱為澳洲梭魚、箭魣，是一種可在澳洲海域發現的魚類）。2016年4月26日，澳洲政府選擇DCNS來建造12艘 Shortfin Barracuda Block 1A 潛艇，預計花費500億澳元（包括技术转移费用），許多建造工作將會在南澳的阿得雷德進行。但於2020年開始，澳大利亞傳媒多番報導南澳建廠計劃的進度不理想，以及對設計有所懷疑等等，澳大利亞联邦政府有意尋求替代方案。
12艘“短鳍梭鱼”（澳洲将其称为“攻击”级潜艇）的原定价約356億澳元，後重新估價高達897亿澳元（656億美元）。该计划已于2021年9月取消，改由美英提供技術協助澳洲获得8艘核潛艇（三艘从美国海军购入的二手弗吉尼亚级和五艘由BAE计划合作建造的SSN-AUKUS型），总开销预计高达3680亿澳元——相当于超过40艘“短鳍梭鱼”的开销。澳洲政府也曾考慮直接購買法國核潛艦，不過法國設計的反應堆需要每十年更換燃料，此工序依賴民用核工業提供核燃料，但澳洲法律禁止民用核電。澳洲最終選擇了美、英的軍用核反應堆。美英同盟採用武器級鈾作為燃料，讓潛艇在服役期間內不需更換燃料。
2021年9月16日，澳大利亞总理斯科特·莫里森宣布加入AUKUS协议并在没有事先通知法方的情况下單方面取消了法国的订单，此举引發法澳關係緊張，法國駐澳大利亞和美國大使被召回，多項官方活動被取消。2022年6月11日，澳洲新选出的總理安東尼·艾班尼斯宣布，已與法國海軍集團達成和解協議，將支付5.55億歐元（5.84亿美元）的賠償金。